# Château-l'Abbaye
Château-l'Abbaye is een gemeente in het Franse Noorderdepartement (regio Hauts-de-France). De gemeente telt 759 inwoners (1999) en maakt deel uit van het arrondissement Valenciennes. Château-l'Abbaye ligt tussen de Schelde en de Skarpe.

## Geografie
De oppervlakte van Château-l'Abbaye bedraagt 4,4 km², de bevolkingsdichtheid is 172,5 inwoners per km².

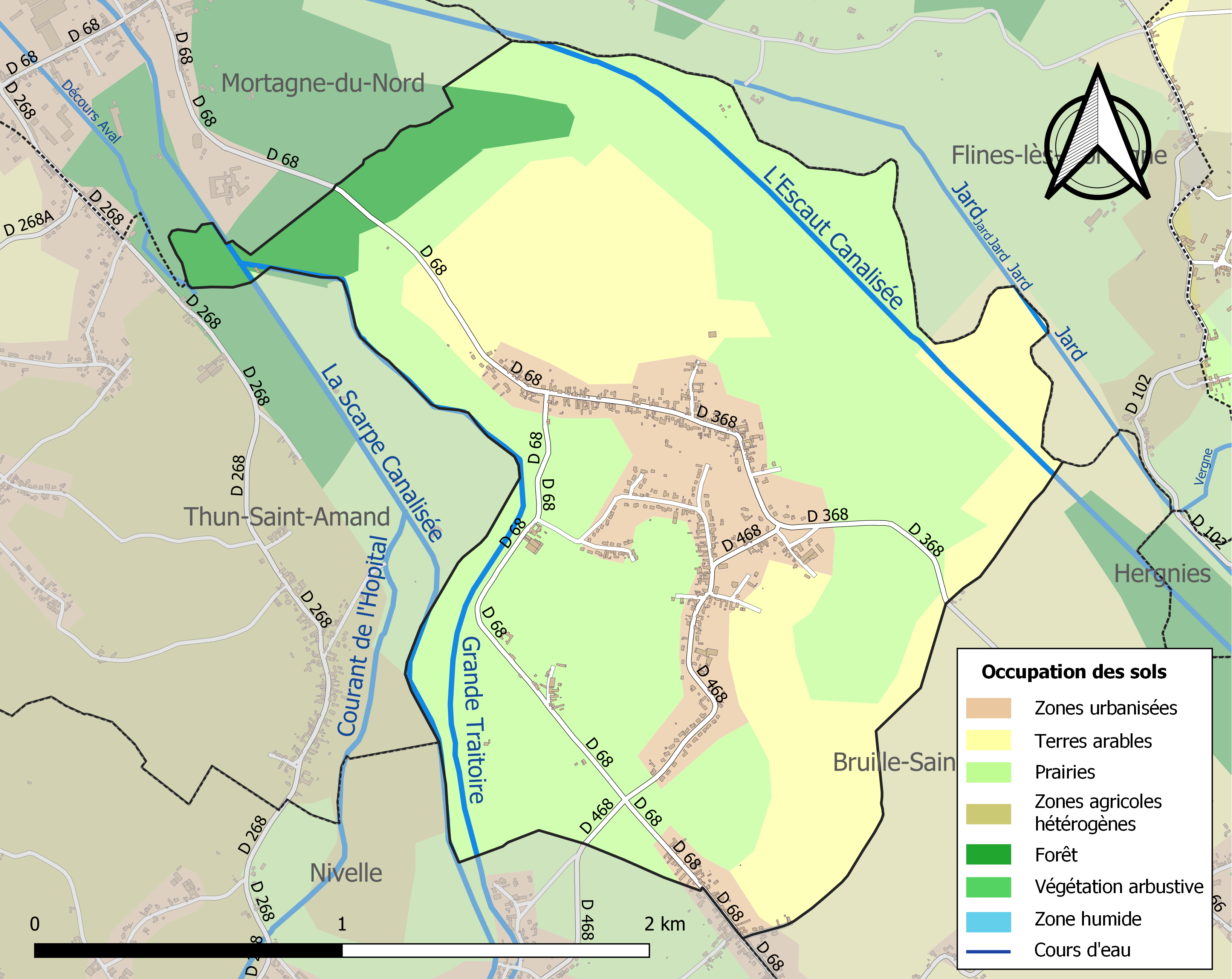
Kaart van de gemeente met belangrijkste infrastructuur, bodemgebruik en omliggende gemeenten

## Bezienswaardigheden
De Sint-Nicasiuskerk (Église Saint-Nicaise) werd gebouwd in 1824.

## Natuur en landschap
Château-l'Abbaye ligt ingeklemd tussen de Scarpe en de Schelde. De hoogte aan de kerk bedraagt 21 meter.

## Demografie
Onderstaande figuur toont het verloop van het inwonertal (bron: INSEE-tellingen).

## Nabijgelegen kernen
Bruille-Saint-Amand, Nivelle, Thun-Saint-Amand, Mortagne-du-Nord